# Televisão no Distrito Federal
A Televisão chegou no Distrito Federal no mesmo dia da fundação de Brasília em 21 de abril de 1960 com a TV Nacional, do Governo Federal, no canal 2, a TV Brasília, retransmissora da Rede Tupi no canal 6, e
a TV Alvorada, retransmissora da TV Rio no canal 8.

## Histórico

### Década de 1960
- 1963 - A TV Nacional passa a transmitir a programação da TV Excelsior;
- 1967 - A TV Nacional deixa a Excelsior e passa a transmitir os primeiros programas da Rede Globo em Brasília;
- 1967 - A TV Alvorada passa a se chamar TV Regional;[2]
- 1969 - A Rede Globo consegue a concessão do canal 10 e a TV Nacional deixa a emissora guanabarina;

### Década de 1970
- 1971 - Entra no ar a TV Globo Brasília, canal 10 (21/4/1971);
- 1972 - TV Regional passa a se chamar TV Rio Brasília, adotando o mesmo nome da emissora carioca;[3]
- 1975 - A TV Nacional passa a transmitir a programação da TV Educativa do Rio de Janeiro (TVE);
- 1976 - Técnicos do DENTEL lacram os transmissores e estúdios da TV Rio de Brasília, após meses de atrasos salariais dos seus funcionários;[4]
- 1977 - A TV Nacional passa a transmitir a programação da Rede Bandeirantes;
- 1978 - O espólio da TV Rio Brasília é vendido ao Grupo Brasilino, que reativou-a como TV Itamaraty;
- 1979 - TV Itamaraty passa se chamar TV Regional novamente;
- 1980 - O Grupo Brasilino vai à falência e a TV Regional sai novamente do ar.

### Década de 1980
- 1981

Com a a falência da Rede Tupi no ano anterior, a TV Brasília passa a transmitir a programação do SBT;
A TV Regional (canal 8) é reativada como TV Capital, por iniciativa da Rede Capital de Comunicações, dos empresários Edevaldo Alves da Silva e Arnold Fioravante (26/08/1981).
- 1981 - A TV Capital passa a retransmir programas da TVE Rio de Janeiro.
- 1983 - A TV Nacional deixa a Rede Bandeirantes e afilia-se à recém inaugurada Rede Manchete;
- 1985

A TV Capital deixa de transmitir programas da TVE. Passa então a retransmitir programas da Abril Vídeo até sair do ar em novembro.
O SBT consegue a concessão do canal 12 e a TV Brasília passa a transmitir a programação da Rede Manchete. A TV Nacional volta a ser afiliada da TVE.
- 1986

Entra no ar a TVS Brasília, retransmissora do SBT no canal 12 (01/06/1986);
A TV Capital volta após anos a retransmitir parte da programação da TV Record de São Paulo.
- 1987 - Entra no ar a TV Bandeirantes Brasília, canal 4 (23/1/1987);
- 1988 - A TV Capital passa a retransmitir a programação da TV Gazeta de São Paulo;
- 1989

A TV Capital é adquirida pela TV Record de São Paulo;
Entra no ar a TV Apoio, canal 55. A TV Apoio passa a retransmitir a a TV Educativa do Rio de Janeiro
- 1990

A TV Capital passa a retransmitir a recém criada Rede Record;
Entra no ar a retransmissora da MTV Brasil;
A TVS Brasília passa se chamar SBT Brasília;

### Década de 1990
- 1993 - A TV Capital passa a se chamar TV Record Brasília;
- 1996 - Entra no ar a TV Senado, canal 7;
- 1997

Entra no ar a Rede Gênesis, canal 30;
Entra no ar a TV União Brasília, emissora própria da Rede União, canal 11.;
- 1998 - Entra no a TV Câmara, canal 9;
- 1999 - Com a falência da Rede Manchete, a TV Brasília passa a transmitir a programação da TV!, e posteriormente da RedeTV!;

### Década de 2000
- 2001 - A TV Brasília é vendida pelos Diários Associados às Organizações Paulo Octávio (21/6/2001);[9]
- 2002 - Entra no ar a TV Justiça, canal 53 UHF;

- 2003 - A TV Brasília deixa de ser afiliada da Rede TV! e passa a transmitir a programação da Rede 21 em 01/06/2003;
- 2004 - A TV Brasília inaugura sua sede no Setor Hoteleiro Norte em Brasília;
- 2006

A TV Brasília acompanha a mudança da Rede 21, que passa a se chamar PlayTV;
A TV Apoio passa a retransmitir a TV Gazeta de São Paulo
- 2007 - A TV Nacional é extinta e entra no ar a TV Brasil Capital;
- 2008

A TV Brasília volta aos Diários Associados, depois de sete anos (23/1/2008). A emissora volta a ser afiliada da Rede TV! em 01/06/2008.
A TV Apoio se torna uma emissora própria da TV Canção Nova, passando a ser TV Canção Nova Brasília;
- 2008 - A TV Record Brasília passa a se chamar TV Record Centro-Oeste;
- 2009 - A Televisão digital chega ao Distrito Federal;

### Década de 2010
- 2011 - TV Record Centro-Oeste volta a se chamar TV Record Brasília.
- 2013 -  A MTV Brasil encerrou as transmissões no dia 30 de setembro/1 de outubro de 2013, sendo substituída pela Ideal TV.[11]
- 2014 - A TV Brasília muda de sede novamente, e sua programação passa ser transmitida no complexo dos Diários Associados em Brasilia no prédio do jornal Correio Braziliense.[12]
- 2016 - Em 17 de novembro, o Sinal Analógico foi totalmente desligado no Distrito Federal e no Entorno, sendo assim o sinal aberto passou a ser transmitido totalmente digital, a TV Record Brasília passa a se chamar RecordTV Brasília.